# Грос-Мольцан
Грос-Мольцан (нем. Groß Molzahn) — община в Германии, в земле Мекленбург-Передняя Померания.
Входит в состав района Северо-Западный Мекленбург. Подчиняется управлению Рена. Население составляет 404 человека (на 31 декабря 2010 года). Занимает площадь 6,37 км².

## География

### Климат
Климат Грос-Мольцана — по классификации климатов Кёппена Cfb (умеренно тёплый с равномерным увлажнением, температура июля - 18-23 °С). 

### Расстояния

#### До основных населённых пунктов Германии
- Харбург — 61 км
- Бремен — 155 км
- Берлин — 217 км
- Лейпциг — 285 км
- Дортмунд — 338 км
- Дрезден — 357 км
- Эссен — 363 км
- Дюссельдорф — 393 км
- Кёльн — 409 км
- Франкфурт-на-Майне — 430 км
- Штутгарт — 564 км
- Мюнхен — 625 км

#### До близлежащих населённых пунктов
- Шлагсдорф — 3.2 км
- Дехов — 3.6 км
- Тандорф — 4.2 км
- Рипс — 4.5 км
- Мехов — 4.7 км
- Карлов — 4.7 км
- Мустин — 5.5 км
- Цитен — 6 км
- Бек — 6 км
- Рёмниц — 7.3 км
- Ратцебург — 7.7 км
- Утехт — 7.8 км